# Woldstedtius lopezi
Woldstedtius lopezi är en stekelart som beskrevs av Ian D. Gauld och Paul E. Hanson 1997. Woldstedtius lopezi ingår i släktet Woldstedtius och familjen brokparasitsteklar. Inga underarter finns listade i Catalogue of Life.